# Exhyalanthrax canarionae
Exhyalanthrax canarionae är en tvåvingeart som beskrevs av Baez 1991. Exhyalanthrax canarionae ingår i släktet Exhyalanthrax och familjen svävflugor.
Artens utbredningsområde är Kanarieöarna. Inga underarter finns listade i Catalogue of Life.